# NGC 4908
NGC 4908 é uma galáxia elíptica (E) localizada na direcção da constelação de Coma Berenices. Possui uma declinação de +28° 00' 25" e uma ascensão recta de 13 horas, 00 minutos e 54,4 segundos.
A galáxia NGC 4908 foi descoberta em 11 de Abril de 1785 por William Herschel.